# Mahmoud Karimi
Pour les articles homonymes, voir Karimi.
Mahmoud Karimi, né en 1927 à Téhéran et mort en 1984, est l'un des plus éminents chanteurs traditionnels iranien qui jouait aussi du setâr.

## Carrière
Mahmoud Karimi commença l'étude de la musique avec son père violoniste Ebrahim, puis le maître Abdollah Davami pour le radif vocal et Irani Mojarad, pour le setâr. Il enseigna lui-même à l'Iranian Music Institute et au Conservatoire de musique. Ses disciples sont Fatemeh Vaezi Parissa, Shahshahani Soheila, Rasaei Afsaneh et Matloubi Sousan.